# 曾泉
曾泉，江西泰和县人，明朝政治人物，進士出身。

## 生平
永樂十六年（1418年）戊戌科進士，選庶吉士，改監察御史。宣德年間，都御史邵玘甄別屬僚，曾泉被貶為汜水典史，卒於任内。正統四年，河南參政孫原貞上言稱讚其功績，請求朝廷恢復其名譽地位。明英宗應允。